# Çayeli
Çayeli (lasisch Mapavri) ist eine türkische Küstenstadt am Schwarzen Meer und Hauptort des gleichnamigen Landkreises (İlçe) in der Provinz Rize. Die drittgrößte Stadt der Provinz liegt 18 km nordöstlich der Provinzhauptstadt Rize. Laut Stadtsiegel ist Çayeli seit 1915 eine Gemeinde (Belediye).
Der Landkreis wurde 1944 gebildet und ist nach dem zentralen Landkreis (Merkez) der zweitbevölkerungsreichste. Er grenzt im Nordosten an den Kreis Pazar, im Osten an den Kreis Hemşin, im Südosten an den Kreis Çamlıhemşin, im Süden an den Kreis İkizdere sowie im Westen an den zentralen Landkreis Rize und den Kreis Güneysu. Der Kreis hat keine Grenzen zu anderen Provinzen.
Ende 2020 bestand der Landkreis Çayeli neben der Kreisstadt aus zwei weiteren Gemeinden (Belediye): Büyükköy (2729) und Madenli (2821 Einw.). Des Weiteren zählten noch 54 Dörfer (Köy) mit durchschnittlich 267 Bewohnern dazu. Die Skala der Einwohnerzahlen reichte von 719 (Haremtepe) bis herunter auf 41 (İncesu). 26 Dörfer hatten mehr Einwohner als der Durchschnitt (267). Die Bevölkerungsdichte (99,1 Einw. je km²) war höher als der Provinzwert von 89,8 Einw. je km².
Am Südrand der Stadt mündet der Sabuncular Deresi ins Schwarze Meer.